# Walkie-talkie

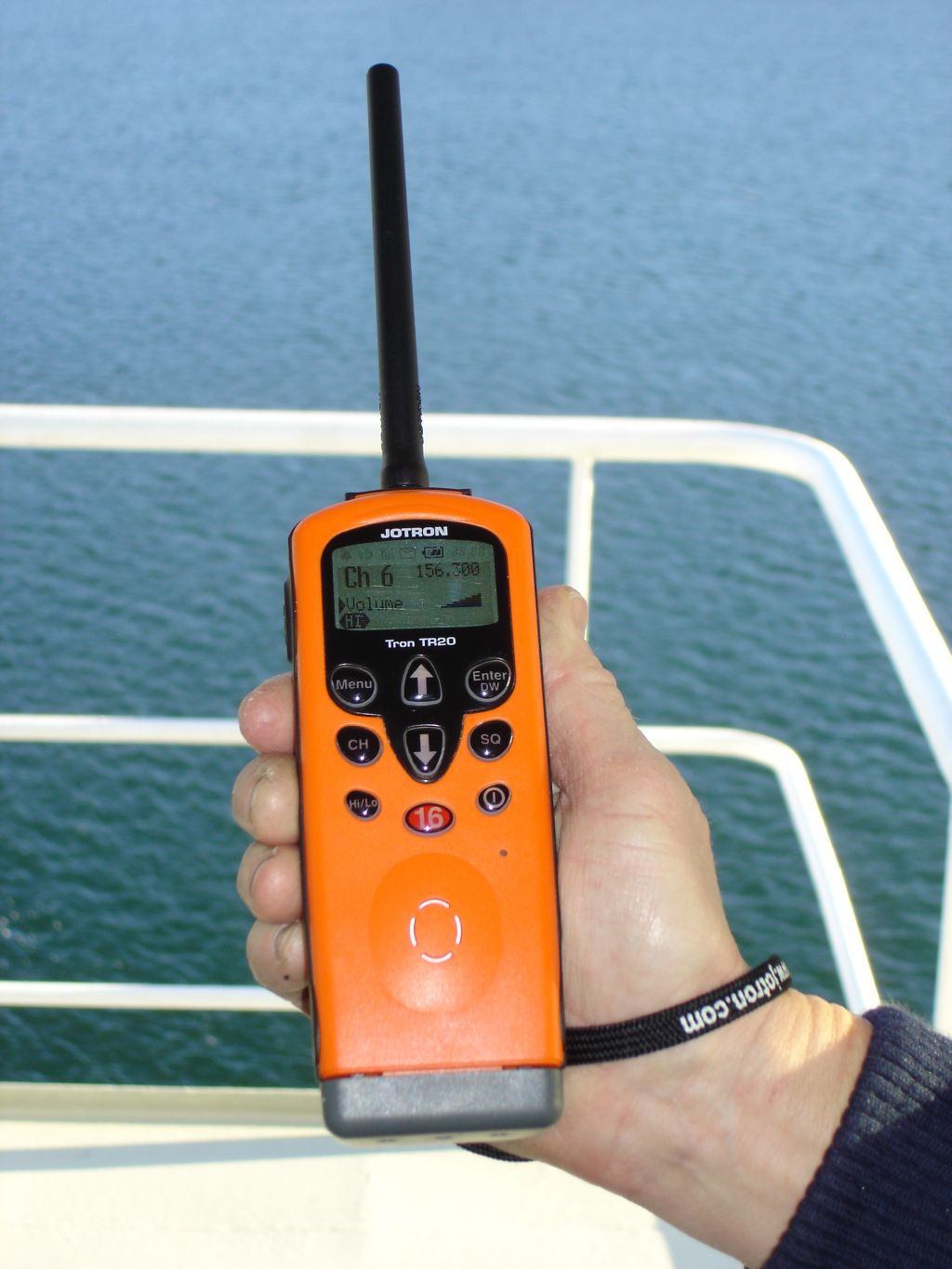
Un walkie-talkie

Un walkie-talkie, també conegut com a transceptor de mà ( HT ), és un transceptor de ràdio portàtil i bidireccional. El seu desenvolupament durant la Segona Guerra Mundial s'ha atribuït entre altres a Donald Hings, l'enginyer de ràdio Alfred J. Gross, Henryk Magnuski i els equips d'enginyeria de Motorola. Utilitzats per primera vegada per a la infanteria, es van crear dissenys similars per a unitats d'artilleria de camp i de tancs, i després de la guerra, els walkie-talkies es van estendre a la seguretat pública i, finalment, al treball comercial i laboral.

## Característiques

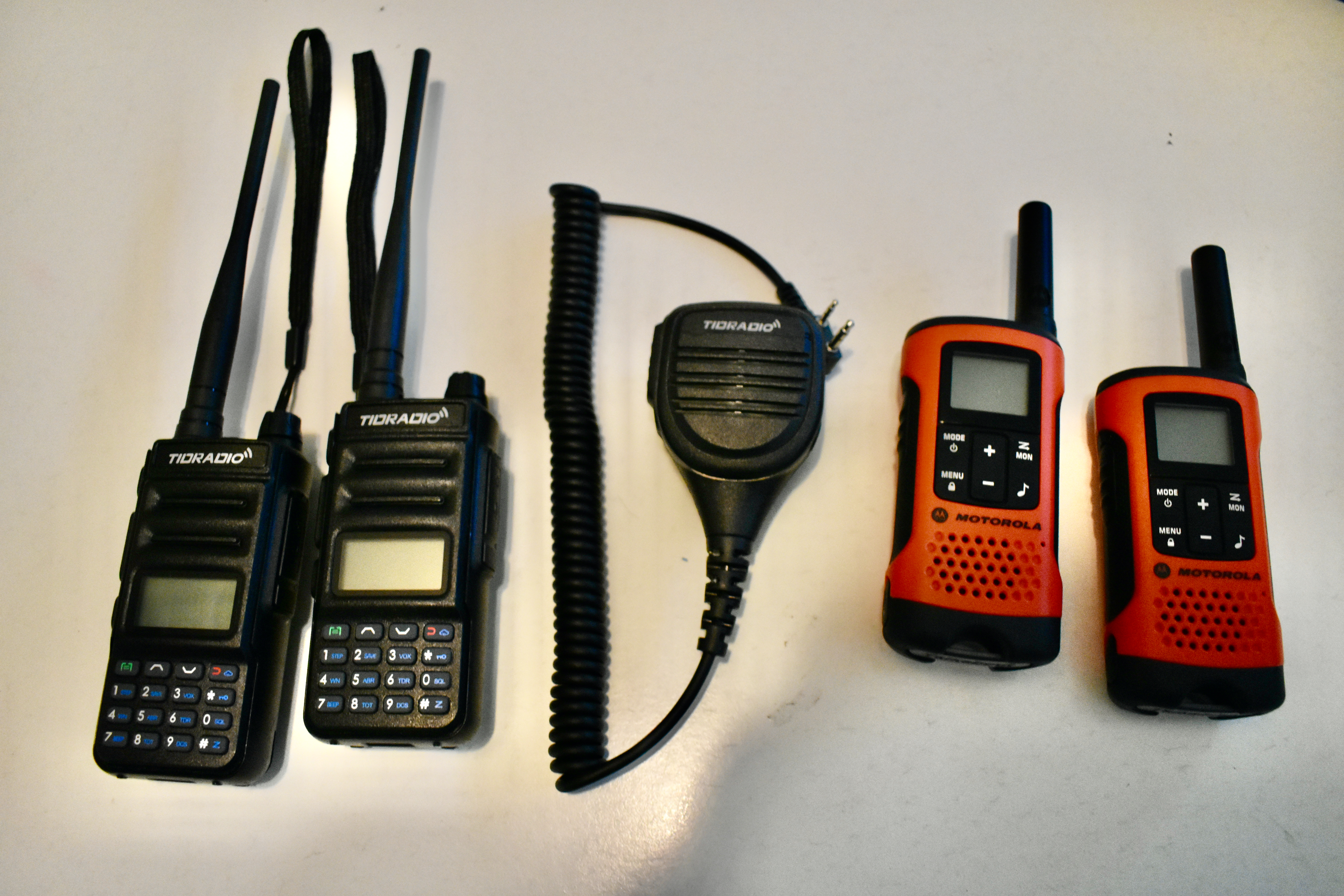
Walkie talkies FRS i GMRS bidireccionals amb micròfon de mà

Els walkie-talkies típics s'assemblen a un telèfon, amb un altaveu integrat en un extrem i un micròfon a l'altre (en alguns dispositius l'altaveu també s'utilitza com a micròfon) i una antena muntada a la part superior de la unitat. S'aixequen a la cara per parlar. Un walkie-talkie és un dispositiu de comunicació semidúplex. Diversos walkie-talkies utilitzen un sol canal de ràdio, i només una ràdio del canal pot transmetre alhora, tot i que qualsevol número pot escoltar. El transceptor està normalment en mode de recepció; quan l'usuari vol parlar, ha de prémer un botó " Prémerr per parlar " (PTT) que apaga el receptor i engega l'emissor. Algunes xarxes de telefonia cel·lular ofereixen un telèfon que permet un funcionament semblant a un walkie-talkie a través de la xarxa mòbil, sense marcar cap trucada cada vegada. Tanmateix, el proveïdor de telefonia mòbil ha de ser accessible.
Algunes unitats tenen funcions addicionals, com ara l'enviament de trucades, la recepció de trucades amb alarma de vibració, el bloqueig del teclat i un cronòmetre. Els walkie-talkies més petits també són molt populars entre els nens petits. D'acord amb el Reglament de ràdio de l'ITU, article 1.73, un walkie-talkie es classifica com a estació de ràdio / estació mòbil terrestre.

## Invenció

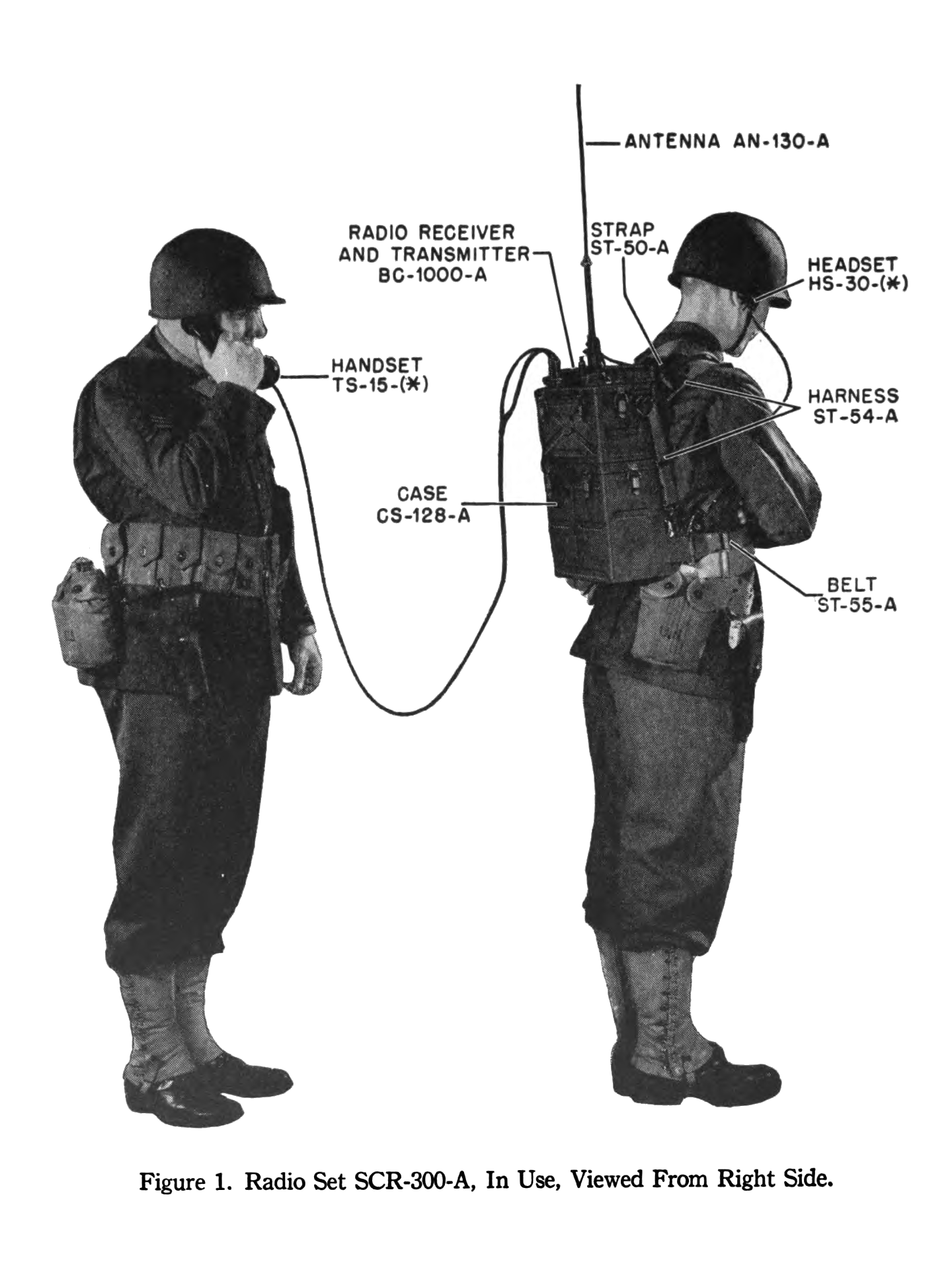
El walkie talkie Motorola SCR-300 es va comercialitzar l'any 1940.

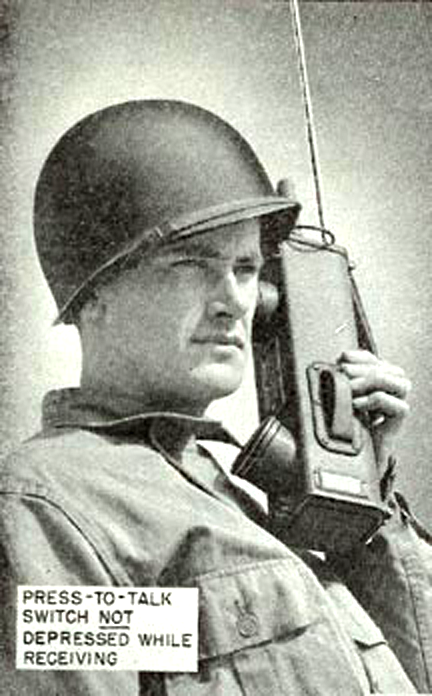
Walkie-talkie SCR-536 (1941)

El walkie-talkie va ser inventat l'any 1935 per Henryk Magnuski, un enginyer polonès que treballava per a Motorola que tenia la primera patent per a aquest tipus de dispositiu. Els treballs van continuar al voltant de 1937 per l'enginyer canadenc Donald Hings expert en comunicacions i geofísica per a l'empresa canadenca Cominco (aleshores CM&S). Es va fer portàtil l'any 1938 gràcies a l'enginyer Alfred Gross.
El primer walkie-talkie disponible comercialment va ser el Motorola SCR-300. Creat el 1940 amb 50.000 unités unitats de motxilla fabricades durant la Segona Guerra Mundial, pesa entre 15 i 17 kg segons la bateria utilitzada i transmet per 48 canals en la banda de 40 MHz a 48 MHz amb 0,3 W de modulació de freqüència que permet un abast d'aproximadament 5 km.
Després de la Segona Guerra Mundial, Raytheon va desenvolupar el reemplaçament militar del SCR-536, l' AN/PRC-6. El circuit AN/PRC-6 utilitzava 13 tubs de buit (receptor i transmissor); es va subministrar un segon joc de tretze tubs amb la unitat com a recanvis de funcionament. La unitat es va configurar de fàbrica amb un cristall que es podia canviar a una freqüència diferent al camp substituint el cristall i tornant a ajustar la unitat. Va utilitzar una antena de fuet de 24 polzades. Hi havia un telèfon opcional que es podia connectar a l'AN/PRC-6 mitjançant un cable de 5 peus. Es va proporcionar una corretja ajustable per al transport i suport durant l'operació.

## Història del nom

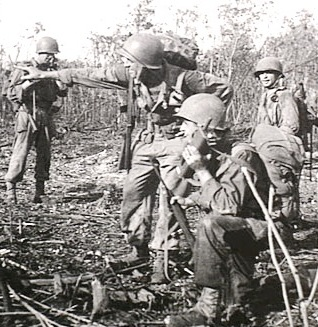
Noemfoor, Països Baixos Nova Guinea, juliol de 1944. Un soldat americà utilitza un walkie-talkie durant la batalla de Noemfoor.

El nom de " walkie-talkie » data de 1941. De fet, quan el senyor Hings va demostrar el seu dispositiu a Toronto, un periodista suposadament va veure un soldat que portava una maqueta d'un transceptor portàtil i li va preguntar per a què servia el dispositiu, el soldat va respondre que permetia parlar mentre caminava. D'aquí és d'on ve el nom " walkie-talkie ".

## Funcionament
L'enllaç és un enllaç semidúplex, és a dir, la comunicació es produeix en ambdues direccions, però no simultàniament. Cada ponent parla al seu torn. Abans de començar a parlar, ha de prémer un botó o mantenir premut un botó (depèn del walkie-talkie), i deixar-lo anar tan aviat com hagi acabat de parlar (sistema anomenat “ Premeu per parlar ", o bé" premeu per parlar "). L'altre pot respondre fent la mateixa acció. El motiu és que el fet de transmetre ja no permet la recepció ; però d'altra banda un tercer dispositiu podria rebre dues transmissions simultànies dels altres dos.

## Usos principals

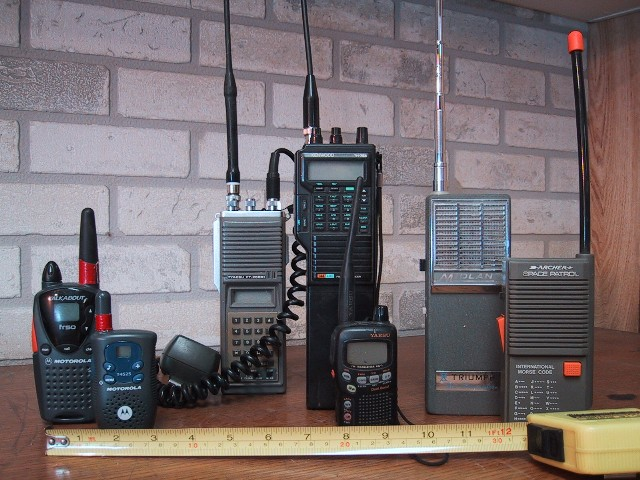
Exemplars de walkie-talkies recreatius, d'aficionat i de joguina.

- LPD433 és un walkie-talkie de baixa potència en la banda de 433 MHz que permet enllaços de ràdio a istàncies d'unes desenes de metres, la majoria de vegades els interlocutors han d'estar a la vista els uns dels altres per establir la comunicació per ràdio.
- El PMR446 és un walkie-talkie en la banda de 446 MHz per a particulars i professionals d'Europa, sense llicència.
- UHF marítim per a professionals a bord d'un vaixell comercial.
- Radiocomunicacions mòbils privades per a professionals.
- Canal E (VHF), o 161,300 MHz , el canal europeu de trucades d'emergència de muntanya.
- Canal 16, o 156,8 MHz , el canal internacional de socors i trucades en radiotelefonia.
- Walkie-talkie de 27MHz tipus joguina amb una potència inferior a 50 mW , alimentat per una bateria en miniatura amb una antena de menys d' 1,5 mètre incorporada a la caixa.[8]
- Walkie talkie militar
- El walkie-talkie de banda de 144 MHz és utilitzat a tot el món pels radioaficionats mòbils per establir comunicacions de ràdio locals.
- El walkie-talkie de les bandes de 18,1525 MHz, 18,1575 MHz i 18,1625 MHz és utilitzat pels radioaficionats mòbils per establir comunicacions de ràdio continentals.

## Galeria

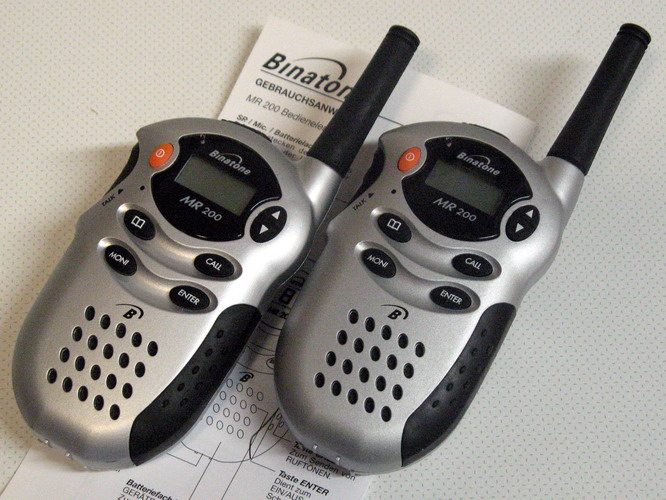
Parell de Walkie talkies UHF446 MHz
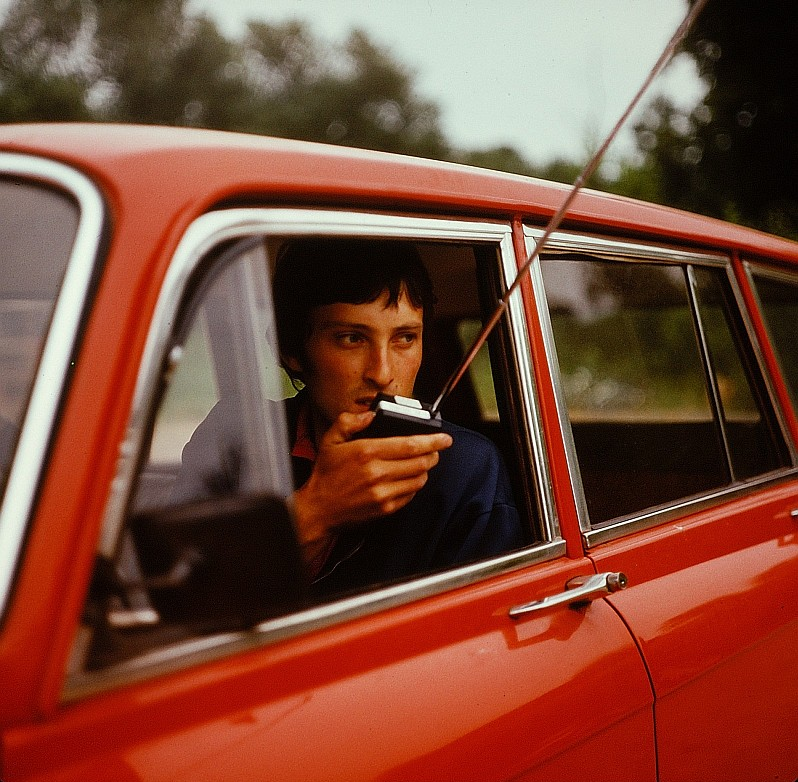
Walkie-talkie (CB) de 27 MHz
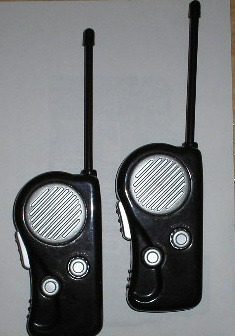
walkie-talkie de 27 MHz (joguina)
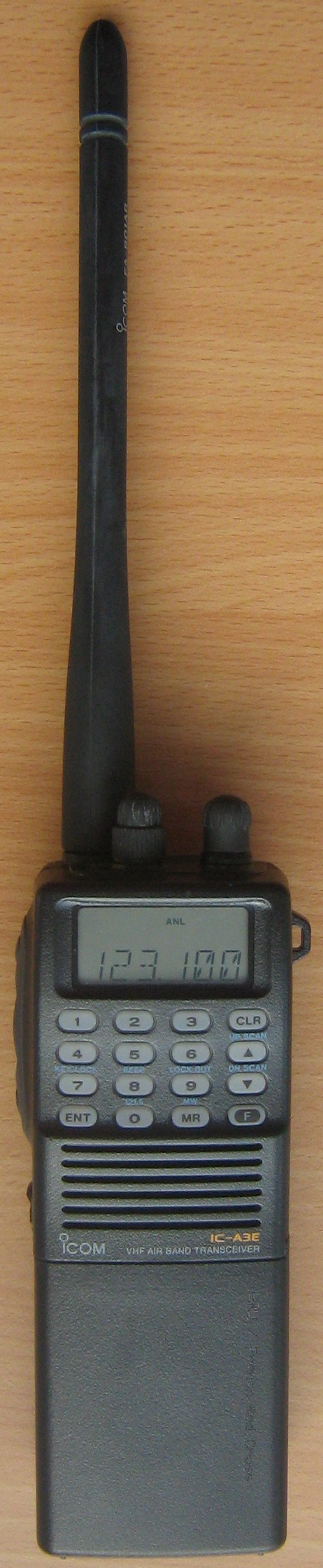
walkie-talkie aeronàutic